# Lino Esterino Garavaglia

Bischofswappen von Lino Garavaglia

Lino Esterino Garavaglia OFMCap (* 9. September 1927 in Mesero; † 12. Juni 2020 in Cesena) war ein italienischer Ordensgeistlicher und römisch-katholischer Bischof von Cesena-Sarsina.

## Leben
Lino Esterino Garavaglia trat der Ordensgemeinschaft der Kapuziner bei, legte am 15. August 1948 die erste und am 15. August 1951 die ewige Profess ab. Am 5. Dezember 1954 empfing er im Mailänder Dom das Sakrament der Priesterweihe.
Papst Johannes Paul II. ernannte ihn am 11. Februar 1986 zum Koadjutorbischof von Tivoli. Der Sekretär der Kongregation für die Bischöfe, Erzbischof Lucas Moreira Neves OP, spendete ihm am 8. März desselben Jahres in der römischen Kirche Santa Maria della Consolazione die Bischofsweihe; Mitkonsekratoren waren Vincenzo Fagiolo, Sekretär der Kongregation für die Institute geweihten Lebens und für die Gesellschaften apostolischen Lebens, und Guglielmo Giaquinta, Bischof von Tivoli. Sein bischöfliches Motto war „In caritate radicati“.
Mit dem Rücktritt Guglielmo Giaquintas folgte er diesem am 25. Juni 1987 als Bischof von Tivoli nach. Am 25. März 1991 wurde er zum Bischof von Cesena-Sarsina ernannt. Am 3. Dezember 2003 nahm Papst Johannes Paul II. sein altersbedingtes Rücktrittsgesuch an.
Lino Garavaglia starb im Alter von 92 Jahren in einem Pflegeheim in Cesena.